# ライアーソフト
ライアーソフト（英: Liar-soft）は東京都新宿区にある株式会社ビジネスパートナーのアダルトゲームブランドのひとつ。
遊演体の元社員により結成され、1999年に『ちょ〜イタ 〜素晴らしき超能力人生〜』でデビューを果たした。姉妹ブランドに2008年に『霞外籠逗留記』で発足した「raiL soft（レイルソフト）」がある。
スタッフの一人である山原久稲は、2004年のGalge.comとのインタビューの中で、ブランド名の由来について「最近はイメージそのままのゲームが発売され、それをユーザーが遊んで終わるというものが多いため、ユーザーの期待をいい意味で裏切り続けたいと考えてつけた」と述べており、それに関連して「誤解されそうな、部分的な真実を抜き出す」という広報方針を立てているとも話している。一方、raiL softは様々なニーズに応えるために設立されたブランドであり、ライアーソフトでは難しいと思われることや、実験的な作品の制作を目的としている。
同ブランドは、企画とシナリオに合わせて原画家を外部から発注する方式をとっている一方、声優のキャスティングについてはブランド側で選定している。また、ノーブランドサウンズとは山原が遊演体に所属していたころから交流があり、『ちょ〜イタ 〜素晴らしき超能力人生〜』などの一部作品の音楽を手掛けている。
ANIPLEX.EXEから発売された非18禁ソフト『徒花異譚』にライアーソフトのクリエイターが関わっている。

## 作品リスト

### Liar soft
- 1999年7月23日 - ちょ〜イタ 〜素晴らしき超能力人生〜
- 2000年4月28日 - 行殺・新選組
- 2000年10月20日 - ぶるまー2000 〜BLOOMERS MILLENNIUM〜
- 2001年5月18日 - サフィズムの舷窓 〜The case of H.B.Polarstar〜
- 2001年9月28日 - LOVE NEGOTIATOR
- 2002年2月08日 - 腐り姫
- 2002年6月7日 - PINKPANZER
- 2002年8月2日 - 行殺新選組ふれっしゅ
- 2003年2月7日 - CANNONBALL 〜ねこねこマシン猛レース!〜
- 2003年6月20日 - Little Little Election
- 2003年12月12日 - ライアー大戦 じゃんまげどん
- 2004年2月13日 - Forest
- 2004年7月30日 - サフィズムの舷窓 〜an epic〜
- 2004年10月1日 - ANGEL BULLET
- 2005年2月18日 - SEVEN BRIDGE
- 2005年5月20日 - 絶対地球防衛機 メガラフター
- 2005年10月21日 - ぼーん・ふりーくす!
- 2006年1月27日 - サルバとーれ!
- 2006年7月7日 - 蒼天のセレナリア - what a beautiful world -
- 2006年11月17日 - 妖刀事件
- 2006年12月28日 - 蒼天のセレナリアファンディスク
- 2007年3月23日 - SHOGUN8
- 2007年7月27日 - Round a GO! GO!
- 2007年8月17日 - B級企画（非18禁、コミックマーケット・ファンクラブ限定発売）
- 2007年11月22日 - 赫炎のインガノック - what a beautiful people -
- 2008年3月7日 - 魔都拳侠傳 マスクドシャンハイ
- 2008年4月25日 - LOVE&DEAD
- 2008年11月21日 - 漆黒のシャルノス -What a beautiful tomorrow-
- 2009年3月19日 - 水スペ 川野口探検隊 これが秘境だ!人類未到!立ちふさがる商店街!八鏡大学に隠された地球最大の謎を追え!!
- 2009年11月20日 - 白光のヴァルーシア〜What a beautiful hopes〜
- 2010年3月19日 - どすこい!女雪相撲 胸がドキドキ初場所体験
- 2010年11月26日 - 紫影のソナーニル -What a beautiful memories-
- 2011年7月22日 - 花魁艶紅 -オイラン ルージュ-
- 2011年12月22日 - 蒼天のセレナリア ReBORN
- 2011年12月22日 - 赫炎のインガノック ReBORN
- 2011年12月22日 - 漆黒のシャルノス ReBORN
- 2012年3月30日 - 屋上の百合霊さん
- 2012年7月27日 - 平グモちゃん-戦国下克上物語-
- 2012年8月24日 - STEAMPUNK FULL-VOICE FANDISK
- 2012年12月21日 - 黄雷のガクトゥーン〜What a shining braves〜
- 2013年8月23日 - 黄雷のガクトゥーン: シャイニングナイト -N'gha-Kthun:Shining Night-
- 2014年4月25日 - ガチゆるヒーローバトル 姫巫女銀河
- 2014年12月26日 - 帝都飛天大作戦
- 2015年7月24日 - フェアリーテイル・レクイエム
- 2015年12月25日 - フェアリーテイル・アンコール
- 2016年3月25日 - 時計台のジャンヌ 〜 Jeanne à la tour d'horloge 〜
- 2016年9月30日 - 大迷宮&大迷惑
- 2016年12月22日 - フェアリーテイル・シンフォニー
- 2018年5月25日[5] - 瞬旭のティルヒア
- 2019年3月29日 - ALPHA-NIGHTHAWK
- 2020年6月18日 - 徒花異譚（非18禁、発売元：ANIPLEX.EXE）
- 2020年8月28日 - BETA-SIXDOUZE
- 2022年2月25日 - エヴァーメイデン 〜堕落の園の乙女たち〜
- 2023年3月31日 - GAMMA DIMENSION 〜ALPHA&BETA FAN DISK〜
- 2024年9月27日 - 蛟の巫女

### raiL soft
- 2008年7月25日 - 霞外籠逗留記
- 2009年7月24日 - 紅殻町博物誌
- 2010年7月22日 - 信天翁航海録
- 2011年11月25日 - 花散峪山人考
- 2012年7月20日 - 星継駅擾乱譚
- 2013年3月29日 - 星継駅蒐集箱
  - 2013年10月11日 - 星継駅年代史
- 2013年12月20日 - 星継駅疾走軌
  - 2014年4月20日 - 星継駅淫走軌

### 合同企画
- 2011年3月18日 - ハチポチ -Liar&raiL FanDisk-

Liar softおよびraiL soft通算30作品リリースを記念して制作されたファンディスク。

## 所属スタッフ
社員としてライアーソフトに所属しているスタッフ(原画は全て外注スタッフであるため、#参加スタッフ節を参照)
グラフィッカー
- しまさらゆめき
- 犬太郎
- aina
- グランテール井上

## 参加スタッフ

### 原画(外注)
- 中村哲也
- 八雲剣豪
- 桜瑞
- 小梅けいと - K.TEN名義
- 文倉十
- 吉田音
- 柴乃櫂人 - 櫂人名義
- かねこしんや
- 大石竜子
- 和六里ハル
- みゅらっち
- めいびい
- 高野 昂 - 天原埜乃名義
- こめ
- 霧生実奈
- 酔花
- 竹村雪秀
- Peg
- AKIRA
- Lem
- 千枚葉
- あきづきりょう
- 浦辺克斗

### シナリオ・企画
- 岩清水新一 - 外注
- 星空めてお - 退社
- 木村航 - 茗荷屋甚六名義
- 天野佑一 - 退社
- 睦月たたら - 退社
- 加納京太 - 外注
- 桜井光 - 退社
- 希 - 退社[6]

### 音楽
- ノーブランドサウンズ
- マカロンボックス
- 九十九百太郎
- Blueberry & Yogurt
- マッツミュージックスタジオ
- Rita